# Maleshe
Maleshe – wieś w Botswanie w dystrykcie Kgalagadi. Według spisu ludności z 2001 roku wieś liczyła 389 mieszkańców.